# US Open 2012
Gli US Open 2012 sono stati un torneo di tennis giocato all'USTA Billie Jean King National Tennis Center di Flushing Meadows a New York, su campi di cemento DecoTurf all'aperto. Si trattava della 132ª edizione degli US Open, quarta e ultima prova del Grande Slam nell'ambito dell'ATP World Tour 2012 e del WTA Tour 2012.
I campioni uscenti dei singolari maschile e femminile erano Novak Đoković e Samantha Stosur. Nel singolare femminile la vincitrice per la quarta volta in carriera è stata Serena Williams, mentre nel maschile ha avuto la meglio in una finale lunga cinque set Andy Murray, al suo primo Slam in carriera.

## Sommario
Andy Murray si è aggiudicato il torneo del singolare maschile battendo all'esordio il russo Alex Bogomolov Jr. che ha perso con il punteggio di 6–2, 6–4, 6–1. Nel secondo turno ha avuto la meglio sul croato Ivan Dodig in tre set con il punteggio di 6–2, 6–1, 6–3. Nel turno successivo ha dovuto giocare quattro set per battere lo spagnolo Feliciano López battuto per 7–6(5), 7–6(5), 4–6, 7–6(4). Negli ottavi di finale ha sconfitto il canadese Milos Raonic in tre set per 6–4, 6–4, 6–2. Nei quarti ha avuto la meglio su Marin Čilić che ha perso con il punteggio di 3–6, 7–6(4), 6–2, 6–0. In semifinale ha battuto il ceco Tomáš Berdych in quattro set con il punteggio di 5–7, 6–2, 6–1, 7–6(7). In finale ha sconfitto Novak Đoković in cinque set con il punteggio di 7–6(10), 7–5, 2–6, 3–6, 6–2.
Serena Williams ha vinto il torneo del singolare femminile. Nel 1º turno ha battuto la statunitense Coco Vandeweghe con il punteggio di 6–1, 6–1. Nel secondo turno ha sconfitto per 6–2, 6–4 la spagnola María José Martínez Sánchez. Nel turno successivo ha avuto la meglio sulla russa Ekaterina Makarova con il punteggio di 6–4, 6–0. Negli ottavi di finale ha battuto Andrea Sestini Hlaváčková per 6–0, 6–0. Nei quarti Ana Ivanović ha ceduto per 6–1, 6–3. In semifinale ha battuto Sara Errani per 6–1, 6–2 e in finale la bielorussa Viktoryja Azaranka con il punteggio di 6–2, 2–6, 7–5.

## Programma del torneo
Il torneo si è svolto in 15 giornate divise in due settimane. I tornei in carrozzina non si sono svolti per la concomitanza con le Paraolimpiadi di Londra.

## Qualificazioni, wild card e sorteggio
Le qualificazioni assegnano sedici posti per ciascuno dei due tornei di singolare e si disputano fra il 21 e il 24 agosto 2012.

### Singolare maschile
1. Igor Sijsling
2. Hiroki Moriya
3. Tim Smyczek
4. Guido Pella
5. Karol Beck
6. Grega Žemlja
7. Rhyne Williams
8. Maxime Authom
9. Bradley Klahn
10. Guido Andreozzi
11. Matthias Bachinger
12. Bobby Reynolds
13. Wang Yeu-tzuoo
14. Ricardo Mello
15. Daniel Brands
16. Tejmuraz Gabašvili

### Doppio femminile
1. Magdaléna Rybáriková
2. Tatjana Maria
3. Nastassja Burnett
4. Samantha Crawford
5. Anastasija Rodionova
6. Lesja Curenko
7. Edina Gallovits
8. Johanna Konta
9. Kirsten Flipkens
10. Julia Glushko
11. Lara Arruabarrena
12. Elina Svitolina
13. Ol'ga Pučkova
14. Alla Kudrjavceva
15. Stefanie Vögele
16. Kristýna Plíšková
17. Eléni Daniilídou

## Wildcard
Le wildcard sono state assegnate a:

### Singolare maschile
- James Blake
- Robby Ginepri
- Lleyton Hewitt
- Steve Johnson
- Denis Kudla
- Dennis Novikov
- Guillaume Rufin
- Jack Sock

### Singolare femminile
- Mallory Burdette
- Julia Cohen
- Victoria Duval
- Nicole Gibbs
- Bethanie Mattek-Sands
- Kristina Mladenovic
- Melanie Oudin
- Olivia Rogowska

### Doppio maschile
- Chase Buchanan /  Bradley Klahn
- Christian Harrison /  Ryan Harrison
- Steve Johnson /  Jack Sock
- Jürgen Melzer /  Philipp Petzschner
- Nicholas Monroe /  Donald Young
- Dennis Novikov /  Michael Redlicki
- Bobby Reynolds / Michael Russell

### Doppio femminile
- Mallory Burdette /  Nicole Gibbs
- Kim Clijsters /  Kirsten Flipkens
- Samantha Crawford /  Alexandra Kiick
- Irina Falconi /  Maria Sánchez
- Madison Keys /  Jessica Pegula
- Grace Min /  Melanie Oudin
- Serena Williams /  Venus Williams

### Doppio misto
- Samantha Crawford /  Mitchell Krueger
- Irina Falconi /  Steve Johnson
- Varvara Lepchenko /  Donald Young
- Nicole Melichar /  Brian Battistone
- Grace Min /  Bradley Klahn
- Melanie Oudin /  Jack Sock
- Sloane Stephens /  Rajeev Ram

Il sorteggio dei tabelloni principali è stato effettuato il 23 agosto 2012.

## Tennisti partecipanti ai singolari

### Singolare maschile
- Singolare maschile

| Campione                   | Campione               | Finalista                 | Finalista                 |
| -------------------------- | ---------------------- | ------------------------- | ------------------------- |
| Andy Murray (3)            | Andy Murray (3)        | Novak Đoković (2)         | Novak Đoković (2)         |
| Semifinalisti              |                        |                           |                           |
| Tomáš Berdych (6)          | Tomáš Berdych (6)      | David Ferrer (4)          | David Ferrer (4)          |
| Eliminati ai quarti        |                        |                           |                           |
| Roger Federer (1)          | Marin Čilić (12)       | Janko Tipsarević (8)      | Juan Martín del Potro (7) |
| Eliminati agli ottavi      |                        |                           |                           |
| Mardy Fish (23)            | Nicolás Almagro (11)   | Milos Raonic (15)         | Martin Kližan             |
| Philipp Kohlschreiber (19) | Richard Gasquet (13)   | Andy Roddick (20)         | Stan Wawrinka (18)        |
| Eliminati al 3º turno      |                        |                           |                           |
| Fernando Verdasco (25)     | Gilles Simon (16)      | Jack Sock (WC)            | Sam Querrey (27)          |
| Feliciano López (30)       | James Blake (WC)       | Kei Nishikori (17)        | Jérémy Chardy (32)        |
| Grega Žemlja (Q)           | John Isner (9)         | Steve Johnson (WC)        | Lleyton Hewitt (WC)       |
| Leonardo Mayer             | Fabio Fognini          | Aleksandr Dolhopolov (14) | Julien Benneteau (31)     |
| Eliminati al 2º turno      |                        |                           |                           |
| Björn Phau                 | Albert Ramos Viñolas   | Nikolaj Davydenko         | Wang Yeu-tzuoo (Q)        |
| Philipp Petzschner         | Flavio Cipolla         | Rubén Ramírez Hidalgo     | Jürgen Zopp               |
| Ivan Dodig                 | Pablo Andújar          | Marcel Granollers (24)    | Paul-Henri Mathieu (PR)   |
| Daniel Brands (Q)          | Tim Smyczek (Q)        | Matthew Ebden             | Jo-Wilfried Tsonga (5)    |
| Brian Baker                | Cedrik-Marcel Stebe    | Benoît Paire              | Jarkko Nieminen           |
| Bradley Klahn (Q)          | Ernests Gulbis         | Gilles Müller             | Igor Sijsling (Q)         |
| Ryan Harrison              | Tommy Robredo (PR)     | Bernard Tomić             | Guillermo García López    |
| Marcos Baghdatis           | Steve Darcis           | Dennis Novikov (WC)       | Rogério Dutra da Silva    |
| Eliminati al 1º turno      |                        |                           |                           |
| Donald Young               | Maxime Authom (Q)      | Robby Ginepri (WC)        | Rui Machado               |
| Gō Soeda                   | Guido Pella (Q)        | Ivo Karlović              | Michael Russell           |
| Radek Štěpánek             | Nicolas Mahut          | Blaž Kavčič               | Florian Mayer (22)        |
| Lu Yen-hsun                | Somdev Devvarman       | Denis Istomin             | David Goffin              |
| Alex Bogomolov Jr.         | Hiroki Moriya (Q)      | Thomaz Bellucci           | Robin Haase               |
| Denis Kudla (WC)           | Lukáš Lacko            | Igor' Andreev             | Santiago Giraldo          |
| Marinko Matosevic          | Adrian Ungur           | Bobby Reynolds (Q)        | Guido Andreozzi (Q)       |
| Filippo Volandri           | Tatsuma Itō            | Alejandro Falla           | Karol Beck (Q)            |
| Guillaume Rufin (WC)       | Jan Hájek              | Ricardo Mello (Q)         | Viktor Troicki (29)       |
| Michaël Llodra             | Grigor Dimitrov        | Michail Kukuškin          | Xavier Malisse            |
| Albert Montañés            | Jürgen Melzer          | Rajeev Ram                | Tommy Haas (21)           |
| Michail Južnyj (28)        | Tobias Kamke           | Daniel Gimeno Traver      | Kevin Anderson            |
| Florent Serra (LL)         | Benjamin Becker        | Łukasz Kubot              | Andreas Seppi (26)        |
| Rhyne Williams (Q)         | Carlos Berlocq         | Édouard Roger-Vasselin    | Juan Mónaco (10)          |
| Jesse Levine               | Matthias Bachinger (Q) | Malek Jaziri              | Serhij Stachovs'kyj       |
| Olivier Rochus             | Jerzy Janowicz         | Tejmuraz Gabašvili (Q)    | Paolo Lorenzi             |

### Singolare femminile
- Singolare femminile

| Campionessa              | Campionessa                   | Finalista                | Finalista                    |
| ------------------------ | ----------------------------- | ------------------------ | ---------------------------- |
| Serena Williams (4)      | Serena Williams (4)           | Viktoryja Azaranka (1)   | Viktoryja Azaranka (1)       |
| Semifinaliste            |                               |                          |                              |
| Marija Šarapova (3)      | Marija Šarapova (3)           | Sara Errani (10)         | Sara Errani (10)             |
| Eliminate ai quarti      |                               |                          |                              |
| Samantha Stosur (7)      | Marion Bartoli (11)           | Ana Ivanović (12)        | Roberta Vinci (20)           |
| Eliminate agli ottavi    |                               |                          |                              |
| Anna Tatišvili           | Laura Robson                  | Nadia Petrova (19)       | Petra Kvitová (5)            |
| Cvetana Pironkova        | Andrea Sestini Hlaváčková     | Angelique Kerber (6)     | Agnieszka Radwańska (2)      |
| Eliminate al 3º turno    |                               |                          |                              |
| Zheng Jie (28)           | Mandy Minella                 | Li Na (9)                | Varvara Lepchenko (31)       |
| Mallory Burdette (WC)    | Lucie Šafářová (15)           | Kristina Mladenovic (WC) | Pauline Parmentier           |
| Sílvia Soler Espinosa    | Sloane Stephens               | Marija Kirilenko (14)    | Ekaterina Makarova           |
| Vol'ha Havarcova         | Ol'ga Pučkova (Q)             | Dominika Cibulková (13)  | Jelena Janković (30)         |
| Eliminate al 2º turno    |                               |                          |                              |
| Kirsten Flipkens (Q)     | Magdaléna Rybáriková (Q)      | Kristýna Plíšková (Q)    | Sorana Cîrstea               |
| Casey Dellacqua          | Kim Clijsters (23)            | Anastasija Rodionova (Q) | Edina Gallovits (Q)          |
| Lourdes Domínguez Lino   | Lucie Hradecká                | Simona Halep             | Aleksandra Wozniak           |
| Romina Oprandi           | Anastasija Pavljučenkova (19) | Yanina Wickmayer (25)    | Alizé Cornet                 |
| Irina Begu               | Ayumi Morita                  | Tatjana Maria (Q)        | Sofia Arvidsson              |
| Gréta Arn                | Galina Voskoboeva             | Elena Vesnina            | María José Martínez Sánchez  |
| Venus Williams           | Johanna Konta (Q)             | Kiki Bertens             | Vera Duševina                |
| Bojana Jovanovski        | Jaroslava Švedova             | Lara Arruabarrena (Q)    | Carla Suárez Navarro         |
| Eliminate al 1º turno    |                               |                          |                              |
| Aleksandra Panova        | Barbora Strýcová              | Hsieh Su-wei             | Virginie Razzano             |
| Julia Görges (18)        | Olivia Rogowska (WC)          | Stéphanie Foretz         | Sabine Lisicki (16)          |
| Heather Watson           | Lesja Curenko (Q)             | Samantha Crawford (Q)    | Victoria Duval (WC)          |
| Mathilde Johansson       | Julia Cohen (WC)              | Stefanie Vögele (Q)      | Petra Martić                 |
| Melinda Czink            | Sesil Karatančeva             | Timea Bacsinszky (PR)    | Anabel Medina Garrigues (27) |
| Jarmila Gajdošová        | Iveta Benešová                | Alexandra Cadanțu        | Melanie Oudin (WC)           |
| Jamie Hampton            | Andrea Petković               | Marina Eraković          | Daniela Hantuchová           |
| Julia Glushko (Q)        | Michaëlla Krajicek            | Nicole Gibbs (WC)        | Polona Hercog                |
| Caroline Wozniacki (8)   | Alla Kudrjavceva (Q)          | Camila Giorgi            | Monica Niculescu (26)        |
| Francesca Schiavone (22) | Akgul Amanmuradova            | Kimiko Date              | Elina Svitolina (Q)          |
| Chanelle Scheepers       | Ágnes Szávay (PR)             | Arantxa Rus              | Klára Zakopalová (24)        |
| Peng Shuai (32)          | Eléni Daniilídou (LL)         | Mirjana Lučić            | Coco Vandeweghe              |
| Anne Keothavong          | Bethanie Mattek-Sands (WC)    | Tímea Babos              | Tamira Paszek (29)           |
| Christina McHale (21)    | Irina Falconi                 | Nastassja Burnett (Q)    | Garbiñe Muguruza             |
| Johanna Larsson          | Mona Barthel                  | Vania King               | Urszula Radwańska            |
| Kateryna Bondarenko      | Shahar Peer                   | Ksenija Pervak           | Nina Bratčikova              |

## Seniors

### Singolare maschile
Andy Murray ha sconfitto in finale  Novak Đoković con il punteggio di 7–6(10), 7–5, 2–6, 3–6, 6–2.
- È il primo titolo dello Slam in carriera per Murray su cinque finali, e il terzo titolo nel 2012.

### Singolare femminile
Serena Williams ha sconfitto in finale  Viktoryja Azaranka con il punteggio di 6–2, 2–6, 7–5.
- È il quarto US Open in carriera, il quindicesimo titolo di uno slam e il sesto titolo del 2012.

### Doppio maschile
Bob Bryan /  Mike Bryan hanno sconfitto in finale  Leander Paes /  Radek Štěpánek con il punteggio di 6–3, 6–4.

### Doppio femminile
Sara Errani /  Roberta Vinci hanno sconfitto in finale  Andrea Sestini Hlaváčková /  Lucie Hradecká con il punteggio di 6–4, 6–2.

### Doppio misto
Ekaterina Makarova /  Bruno Soares hanno sconfitto in finale  Květa Peschke /  Marcin Matkowski con il punteggio di 6(8)–7, 6–1, [12–10].

## Junior

### Singolare ragazzi
Filip Peliwo ha sconfitto in finale  Liam Broady con il punteggio di 6–2, 2–6, 7–5.
- È il secondo Slam stagionale per Peliwo.

### Singolare ragazze
Samantha Crawford ha sconfitto in finale  Anett Kontaveit con il punteggio di 7–5, 6–3.

### Doppio ragazzi
Kyle Edmund /  Frederico Ferreira Silva hanno sconfitto in finale  Nick Kyrgios /  Jordan Thompson con il punteggio di 5–7, 6–4, [10–6].

### Doppio ragazze
Gabrielle Andrews /  Taylor Townsend hanno sconfitto in finale  Belinda Bencic /  Petra Uberalová con il punteggio di 6–4, 6–3.

## Tennisti in carrozzina
Quest'anno le competizioni non si sono svolte per la concomitanza delle Paraolimpiadi di Londra, le competizioni torneranno regolarmente nel 2013.

## Teste di serie nel singolare
Le seguenti tabelle illustrano i giocatori e le giocatrici che non hanno partecipato al torneo, quelli che sono stati eliminati, e i loro nuovi punteggi nelle classifiche ATP e WTA. Le teste di serie sono assegnate in base ai ranking ATP e WTA del 20 agosto 2012.
| Legenda colori             |
| Vincitore                  |
| Finalista                  |
| Semifinalista              |
| Quarti di finale           |
| Eliminati a 1T, 2T, 3T, 4T |
| Non partecipa              |

### Classifica singolare maschile
| Testa di serie | Ranking | Giocatore             | Punti | Punti da difendere | Punti conquistati | Nuovo punteggio | Situazione                                |
| -------------- | ------- | --------------------- | ----- | ------------------ | ----------------- | --------------- | ----------------------------------------- |
| 1              | 1       | Roger Federer         | 12165 | 720                | 360               | 11805           | Eliminato ai QF da Tomáš Berdych          |
| 2              | 2       | Novak Đoković         | 11270 | 2000               | 1200              | 10470           | Eliminato in finale contro Andy Murray    |
| N/A            | 3       | Rafael Nadal          | 8715  | 1200               | 0                 | 7515            | Non partecipa per sindrome di Hoffa       |
| 3              | 4       | Andy Murray           | 7290  | 720                | 2000              | 8570            | Vittoria in finale contro Novak Đoković   |
| 4              | 5       | David Ferrer          | 5375  | 180                | 720               | 5915            | Eliminato in SF da Novak Đoković          |
| 5              | 6       | Jo-Wilfried Tsonga    | 4835  | 360                | 45                | 4520            | Eliminato al 2T da Martin Kližan          |
| 6              | 7       | Tomáš Berdych         | 4200  | 90                 | 720               | 4830            | Eliminato in SF da Andy Murray            |
| 7              | 8       | Juan Martín del Potro | 3620  | 90                 | 360               | 3890            | Eliminato ai QF da Novak Đoković          |
| 8              | 9       | Janko Tipsarević      | 3285  | 360                | 360               | 3285            | Eliminato ai QF da David Ferrer           |
| 9              | 10      | John Isner            | 2880  | 360                | 90                | 2610            | Eliminato al 3T da Philipp Kohlschreiber  |
| 10             | 11      | Juan Mónaco           | 2735  | 180                | 10                | 2565            | Eliminato al 1T da Guillermo García López |
| 11             | 12      | Nicolás Almagro       | 2305  | 10                 | 180               | 2475            | Eliminato al 4T da Tomáš Berdych          |
| 12             | 13      | Marin Čilić           | 2185  | 90                 | 360               | 2455            | Eliminato ai QF da Andy Murray            |
| 13             | 14      | Richard Gasquet       | 2030  | 45                 | 180               | 2165            | Eliminato al 4T da David Ferrer           |
| 14             | 15      | Aleksandr Dolhopolov  | 1905  | 180                | 90                | 1815            | Eliminato al 3T da Stan Wawrinka          |
| 15             | 16      | Milos Raonic          | 1900  | 0                  | 180               | 2080            | Eliminato al 4T da Andy Murray            |
| 16             | 17      | Gilles Simon          | 1890  | 180                | 90                | 1800            | Eliminato al 3T da Mardy Fish             |
| 17             | 18      | Kei Nishikori         | 1790  | 10                 | 90                | 1870            | Eliminato al 3T da Marin Čilić            |
| 18             | 19      | Stan Wawrinka         | 1730  | 45                 | 180               | 1865            | Eliminato al 4T da Novak Đoković          |
| 19             | 20      | Philipp Kohlschreiber | 1685  | 10                 | 180               | 1855            | Eliminato al 4T da Janko Tipsarević       |
| 20             | 21      | Andy Roddick          | 1600  | 360                | 180               | 1420            | Eliminato al 4T da Juan Martín del Potro  |
| 21             | 22      | Tommy Haas            | 1633  | 90                 | 10                | 1553            | Eliminato al 1T da Ernests Gulbis         |
| 22             | 23      | Florian Mayer         | 1580  | 90                 | 10                | 1500            | Eliminato al 1T da Jack Sock              |
| 23             | 24      | Mardy Fish            | 1535  | 180                | 180               | 1535            | Eliminato al 4T da Roger Federer          |
| 24             | 25      | Marcel Granollers     | 1555  | 90                 | 45                | 1510            | Eliminato al 2T da James Blake            |
| 25             | 26      | Fernando Verdasco     | 1525  | 90                 | 90                | 1525            | Eliminato al 3T da Roger Federer          |
| 26             | 27      | Andreas Seppi         | 1390  | 10                 | 10                | 1390            | Eliminato al 1T da Tommy Robredo          |
| 27             | 28      | Sam Querrey           | 1350  | 0                  | 90                | 1440            | Eliminato al 3T da Tomáš Berdych          |
| 28             | 29      | Michail Južnyj        | 1290  | 10                 | 10                | 1290            | Eliminato al 1T da Gilles Müller          |
| 29             | 30      | Viktor Troicki        | 1255  | 10                 | 10                | 1255            | Eliminato al 1T da Cedrik-Marcel Stebe    |
| 30             | 31      | Feliciano López       | 1220  | 90                 | 90                | 1220            | Eliminato al 3T da Andy Murray            |
| 31             | 32      | Julien Benneteau      | 1075  | 90                 | 90                | 1075            | Eliminato al 3T da Novak Đoković          |
| 32             | 33      | Jérémy Chardy         | 1168  | 0                  | 90                | 1258            | Eliminato al 3T da Martin Kližan          |

### Classifica singolare femminile
| Testa di serie | Ranking | Giocatrice               | Punti | Punti da difendere | Punti conquistati | Nuovo punteggio | Situazione                                   |
| -------------- | ------- | ------------------------ | ----- | ------------------ | ----------------- | --------------- | -------------------------------------------- |
| 1              | 1       | Viktoryja Azaranka       | 9025  | 160                | 1400              | 10265           | Sconfitta in finale da Serena Williams       |
| 2              | 2       | Agnieszka Radwańska      | 8115  | 100                | 280               | 8295            | Eliminata al 4T da Roberta Vinci             |
| 3              | 3       | Marija Šarapova          | 7695  | 160                | 900               | 8435            | Eliminata in SF da Viktoryja Azaranka        |
| 4              | 4       | Serena Williams          | 7300  | 1400               | 2000              | 7900            | Vittoria in finale contro Viktoryja Azaranka |
| 5              | 5       | Petra Kvitová            | 6415  | 5                  | 280               | 6690            | Eliminata al 4T da Marion Bartoli            |
| 6              | 6       | Angelique Kerber         | 5705  | 900                | 280               | 5025            | Eliminata al 4T da Sara Errani               |
| 7              | 7       | Samantha Stosur          | 5700  | 2000               | 500               | 4200            | Eliminata ai QF da Viktoryja Azaranka        |
| 8              | 8       | Caroline Wozniacki       | 4335  | 900                | 5                 | 3440            | Eliminata al 1T da Irina-Camelia Begu        |
| 9              | 9       | Li Na                    | 4371  | 5                  | 160               | 4526            | Eliminata al 3T da Laura Robson              |
| 10             | 10      | Sara Errani              | 3860  | 5                  | 900               | 4755            | Eliminata in SF da Serena Williams           |
| 11             | 11      | Marion Bartoli           | 3400  | 100                | 500               | 3800            | Eliminata ai QF da Marija Šarapova           |
| 12             | 12      | Ana Ivanović             | 2980  | 280                | 500               | 3200            | Eliminata ai QF da Serena Williams           |
| 13             | 13      | Dominika Cibulková       | 2945  | 100                | 160               | 3005            | Eliminata al 3T da Roberta Vinci             |
| 14             | 14      | Marija Kirilenko         | 3055  | 280                | 160               | 2935            | Eliminata al 3T da Andrea Sestini Hlaváčková |
| N/A            | 15      | Kaia Kanepi              | 2514  | 100                | 0                 | 2414            | Infortunio al tendine d'achille              |
| N/A            | 16      | Vera Zvonarëva           | 2375  | 500                | 0                 | 1875            | Virus intestinale                            |
| 15             | 17      | Lucie Šafářová           | 2210  | 160                | 160               | 2210            | Eliminata al 3T da Nadia Petrova             |
| N/A            | 18      | Flavia Pennetta          | 2190  | 500                | 0                 | 1690            | Infortunio al polso destro                   |
| 16             | 19      | Sabine Lisicki           | 1863  | 280                | 5                 | 1588            | Eliminata al 1T da Sorana Cîrstea            |
| 17             | 20      | Anastasija Pavljučenkova | 2075  | 500                | 100               | 1675            | Eliminata al 2T da Kristina Mladenovic       |
| 18             | 21      | Julia Görges             | 1970  | 160                | 5                 | 1815            | Eliminata al 1T da Kristýna Plíšková         |
| 19             | 22      | Nadia Petrova            | 1885  | 160                | 280               | 2005            | Eliminata al 4T da Marija Šarapova           |
| 20             | 23      | Roberta Vinci            | 2085  | 160                | 500               | 2425            | Eliminata ai QF da Sara Errani               |
| 21             | 24      | Christina McHale         | 1780  | 160                | 5                 | 1625            | Eliminata al 1T da Kiki Bertens              |
| 22             | 25      | Francesca Schiavone      | 1716  | 280                | 5                 | 1441            | Eliminata al 1T da Sloane Stephens           |
| 23             | 26      | Kim Clijsters            | 1765  | 0                  | 100               | 1865            | Eliminata al 2T da Laura Robson              |
| 24             | 27      | Klára Zakopalová         | 1670  | 5                  | 5                 | 1670            | Eliminata al 1T da Andrea Sestini Hlaváčková |
| 25             | 28      | Yanina Wickmayer         | 1675  | 100                | 100               | 1675            | Eliminata al 2T da Pauline Parmentier        |
| 26             | 29      | Monica Niculescu         | 1581  | 280                | 5                 | 1306            | Eliminata al 1T da Ayumi Morita              |
| 27             | 30      | Anabel Medina Garrigues  | 1540  | 160                | 5                 | 1385            | Eliminata al 1T da Lucie Hradecká            |
| N/A            | 31      | Petra Cetkovská          | 1315  | 100                | 0                 | 1215            | Infortunio all'anca destra                   |
| 28             | 32      | Zheng Jie                | 1676  | 100                | 160               | 1736            | Eliminata al 3T da Viktoryja Azaranka        |
| 29             | 33      | Tamira Paszek            | 1603  | 5                  | 5                 | 1603            | Eliminata al 1T da Vol'ha Havarcova          |
| 30             | 34      | Jelena Janković          | 1681  | 160                | 160               | 1681            | Eliminata al 3T da Agnieszka Radwańska       |
| 31             | 35      | Varvara Lepchenko        | 1600  | 5                  | 160               | 1755            | Eliminata al 3T da Samantha Stosur           |
| 32             | 36      | Peng Shuai               | 1580  | 280                | 5                 | 1305            | Eliminata al 1T da Elena Vesnina             |

### Assegnazione punteggi
I punteggi delle classifiche ATP e WTA vengono assegnati come illustrato.
| Turno                | Singolare maschile | Doppio maschile | Singolare femminile | Doppio femminile |
| -------------------- | ------------------ | --------------- | ------------------- | ---------------- |
| Vincitore            | 2000               | 2000            | 2000                | 2000             |
| Finale               | 1200               | 1200            | 1400                | 1400             |
| Semifinali           | 720                | 720             | 900                 | 900              |
| Quarti di finale     | 360                | 360             | 500                 | 500              |
| Ottavi di finale     | 180                | 180             | 280                 | 280              |
| Terzo turno          | 90                 | 90              | 160                 | 160              |
| Secondo turno        | 45                 | 0               | 100                 | 5                |
| Primo turno          | 10                 | –               | 5                   | –                |
| Qualificazione       | 25                 | –               | 60                  | –                |
| 3T di qualificazione | 16                 | –               | 50                  | –                |
| 2T di qualificazione | 8                  | –               | 40                  | –                |
| 1T di qualificazione | 0                  | –               | 2                   | –                |

## Premi in denaro
Tutti i premi sono in dollari americani, e il montepremi complessivo è di 23,7 milioni. Nel doppio il premio è assegnato alla coppia.
| Risultato                    | Singolari maschile e femminile | Doppio maschile e femminile | Doppio misto |
| ---------------------------- | ------------------------------ | --------------------------- | ------------ |
| Campioni                     | 1 900 000$                     | 420 000$                    | 150 000$     |
| Finale                       | 950 000$                       | 210 000$                    | 70 000$      |
| Semifinale                   | 475 000$                       | 105 000$                    | 30 000$      |
| Quarti di finale             | 237 500$                       | 50 000$                     | 15 000$      |
| Quarto turno                 | 120 000$                       | 26 000$                     | 10 000$      |
| Terzo turno                  | 65 000$                        | 16 000$                     | 5000$        |
| Secondo turno                | 37 000$                        | 11 000$                     | –            |
| Primo turno                  | 23 000$                        | –                           | –            |
| Ultimo turno qualificazioni  | 8638$                          | –                           | –            |
| Secondo turno qualificazioni | 5775$                          | –                           | –            |
| Primo turno qualificazioni   | 3000$                          | –                           | –            |